# Loe de Jong

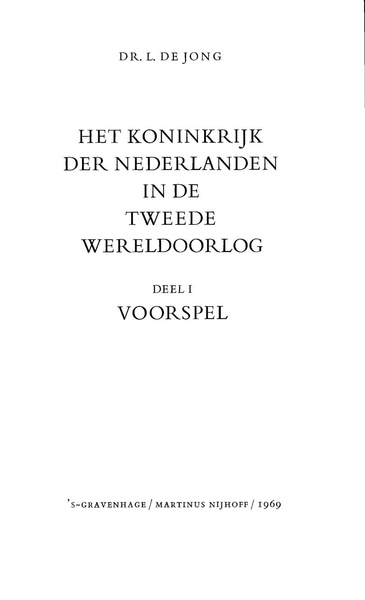
NIOD-publicatie: L. de Jong - Het Koninkrijk der Nederlanden in de Tweede Wereldoorlog 1939-1945 Deel 1 Voorspel. Klik voor pdf.

Louis (Loe of Lou) de Jong (Amsterdam, 24 april 1914 – aldaar, 15 maart 2005) was een Nederlands historicus en journalist. Hij was directeur van het Rijksinstituut voor Oorlogsdocumentatie (RIOD) vanaf 1 oktober 1945 tot zijn pensionering op 1 mei 1979.
Loe de Jong is vooral bekend van het veertiendelige standaardwerk Het Koninkrijk der Nederlanden in de Tweede Wereldoorlog (1969-1994) over Nederland en Nederlands-Indië in de Tweede Wereldoorlog, dat – op het laatste deel na – van zijn hand is. Verder door zijn medewerking aan de televisieserie De bezetting (1960-1965). 

## Leven en werk
De Jong werd geboren in Amsterdam als zoon van een kruidenier-melkboer in een (ongodsdienstig) Joods gezin. Hij had een tweelingbroer, Sally, die arts werd. Na zijn opleiding aan het Vossius Gymnasium te Amsterdam studeerde De Jong in de jaren dertig sociale geografie en geschiedenis aan de Universiteit van Amsterdam. In 1936 en 1937 was hij redacteur van het studentenblad Propria Cures. Van 1938 tot 1940 werkte hij als journalist bij het links-liberale weekblad De Groene Amsterdammer, waarvoor hij buitenlandredacteur was. In zijn autobiografie noemt hij zichzelf socialist.
Omdat hij zich na de Duitse inval (op 10 mei 1940) realiseerde dat hij als Joods journalist door de Duitsers gezocht zou worden, vluchtte hij naar Londen. Op de dag na de capitulatie van 15 mei 1940, kon hij met zijn vrouw Liesbeth Cost Budde vanuit IJmuiden met de Friso ontkomen. Daar werd hij verslaggever (en later directeur) van Radio Oranje, de Nederlandse radiozender in Londen die radioprogramma's uitzond voor bezet Nederland.
De Jong verloor in de oorlog als gevolg van de vervolgingen door de nazi's veel familieleden, onder wie zijn beide ouders, zijn zusje en zijn tweelingbroer. Dit tragische verlies, maar ook de Jodenvervolging in het algemeen, hebben de rest van zijn leven getekend.

### Nederlands Instituut voor Oorlogsdocumentatie
In 1944 wist hij minister Gerrit Bolkestein van onderwijs enthousiast te maken voor het plan om na de oorlog een rijksinstituut op te richten om de oorlogsgebeurtenissen in Nederland te documenteren. Hij stond hierin niet alleen, want in bezet Nederland koesterden de hoogleraren Jan Romein en Nicolaas Posthumus (De Jong had bij hem nog college gevolgd) een dergelijk plan. 
Het resultaat was dat op 8 mei 1945, drie dagen na de Bevrijding het Rijksbureau voor Documentatie van de geschiedenis van Nederland in Oorlogstijd van start ging, vanaf 1 oktober dat jaar het Rijksinstituut voor Oorlogsdocumentatie geheten (afgekort als 'RIOD' of 'RVO' – zelf spraken de medewerkers altijd over 'Oorlogsdocumentatie') en sinds 2010 NIOD Instituut voor Oorlogs-, Holocaust- en Genocidestudies. De Jong werd als directeur met de dagelijkse leiding belast. Deze positie zou hij tot aan zijn pensionering in 1979 bekleden. Daarna wijdde hij zich volledig aan het voltooien van Het Koninkrijk der Nederlanden.
Van 1960 tot 1965 verzorgde hij voor de Nederlandse televisie de serie De bezetting, met vier uitzendingen per jaar, telkens met een verrassende wending. Hij presenteerde deze serie zelf, behalve in het tweede seizoen toen Pier Tania hem verving wegens ziekte. De gebeurtenissen van de jaren 1940-1945, die gedurende de wederopbouw in de naoorlogse jaren waren verdrongen, kregen dankzij deze televisieserie voor het eerst ruime aandacht.
In Het Koninkrijk der Nederlanden in de Tweede Wereldoorlog, deel 7 (mei '43 - juni '44) beschrijft De Jong hoe Nederlanders zich tijdens de bezetting het lot van de Joden voorstelden. De Jong concludeert dat het beeld dat er miljoenen mensen geliquideerd werden of door mechanische middelen vergast, voor de gewone Nederlander in 1942 volstrekt onaannemelijk was. Men had geen concreet idee van wat er met de Joden zou gebeuren, maar wel een vaag vermoeden. Berichten over massale uitroeiing werden niet of nauwelijks in de geest opgenomen. Niemand was zeker dat de informatie juist was en dus werd er niet veel over de uitroeiing gepubliceerd. En dat terwijl, volgens De Jong, berichten pas doordringen als ze frequent, regelmatig en zonder innerlijke tegenspraak worden doorgegeven. Dit was juist niet het geval tijdens de oorlog. Mensen veronderstelden dat de berichten deel uitmaakten van de geallieerde propaganda of verdrongen ze.

### Kritiek
Zijn grote werk over de Tweede Wereldoorlog is niet helemaal onweersproken gebleven. Een fundamenteel punt van kritiek was dat De Jong zich te veel liet leiden door de begrippen 'goed' en 'fout' en daardoor enerzijds de omvang van het verzet zou hebben overdreven en anderzijds de omvang van de collaboratie zou hebben onderschat. Ook zijn beschrijving van wat er in Nederlands-Indië was gebeurd, ontmoette kritiek. Al vanaf het eerste deel van 'het geschiedwerk' publiceerde de archivist, redacteur en journalist Jan Rogier in Vrij Nederland een serie zeer kritische besprekingen, waarin hij De Jong van een eng-nationalistisch standpunt betichtte, alsook van een 'vrijwel blinde verering' van het koningshuis. Deze besprekingen zijn later in boekvorm gepubliceerd.
De Jong was onbuigzaam op het punt van het verzet. Hij erkende in zijn boek als verzet alleen georganiseerde groepen. Daarmee miskende hij de unieke onderduik in Nederland van 350.000 mensen, geholpen door zo'n 500.000 gastheren en -vrouwen en andere helpers, een beweging die haar gelijke niet heeft gekend in bezet Europa. Ook miskende De Jong het verzet in Limburg, dat een grote rol heeft gespeeld in het onderbrengen van Joodse kinderen die uit de Hollandsche Schouwburg gered konden worden.
De Jong was zeker niet onfeilbaar. In 1978 sprak hij een incorrect oordeel uit over Wim Aantjes, fractievoorzitter van het CDA in de Tweede Kamer. De Jong beschuldigde hem van lidmaatschap van de Waffen-SS. Aantjes moest zich als gevolg hiervan terugtrekken als lid van de Tweede Kamer. Later bleek deze beschuldiging onjuist. Wel bleek Aantjes zich aangemeld te hebben voor de Germaansche SS in Nederland, maar daar nooit lid van te zijn geweest. Ook suggereerde De Jong dat Aantjes kampbewaker was geweest, terwijl Aantjes als gevangene in het strafkamp Port Natal had gezeten. Een opvolger van De Jong bij het NIOD, Hans Blom, noemde de affaire-Aantjes "het grootste bedrijfsongeluk in de geschiedenis van het Niod".
Ies Vuijsje bekritiseert De Jong in Tegen beter weten in, het boek over de manier waarop de Joodse gemeenschap en de Nederlandse gemeenschap in Londen omgingen met de berichten over de Jodenvernietiging. Volgens Vuijsje drong De Jong in zijn standaardwerk gegevens over het tijdstip waarop deze berichten voor het eerst doorkwamen, systematisch naar de achtergrond. Ook was De Jong onduidelijk over hoe de Londense Nederlandse gemeenschap ermee omging, onder meer Radio Oranje, waarvan hij redacteur was geweest. In zijn boek schoot De Jong qua gegevens en helderheid op dit punt tekort, volgens Vuijsje waarschijnlijk opzettelijk.

## Publicaties van De Jong
- Hedendaags Marxisme, N.V. De Arbeiderspers, Amsterdam, 1937; 80 p.
- Je Maintiendrai, 4 delen, Londen, 1941-1945.
- De Duitse Vijfde Colonne in de Tweede Wereldoorlog, Van Loghum Slaterus, Arnhem; J. M. Meulenhoff, Amsterdam, 1953; 480 p. proefschrift. Ook verschenen in een Engelse, Duitse en Russische vertaling.
- De Bezetting, Em. Querido, Amsterdam, 1966; 816 p.
- Een sterfgeval te Auswitz. Rede uitgesproken bij de aanvaarding van het buitengewoon hoogleraarschap in de geschiedenis van de jongste tijd aan de Nederlandse Economische Hogeschool (de latere Erasmus Universiteit) te Rotterdam op 21 september 1967; Querido, Amsterdam, 1967; 32 p.
- Het Koninkrijk der Nederlanden in de Tweede Wereldoorlog, 14 delen in 29 boekbanden, Staatsdrukkerij en uitgeverij, Den Haag, 1969-1991. Van dit werk verscheen een populaire en een wetenschappelijke uitgave. Van deze laatste werd in 1994 een registerdeel gepubliceerd. De wetenschappelijke uitgave bevat bronverwijzingen bij alle gebruikte citaten die, voor zover in het Frans, Duits of Engels, in de oorspronkelijke taal zijn weergegeven.
- Verzet en illegaliteit 1940-1945, in: Mededelingen der Koninklijke Nederlandse Akademie van Wetenschappen (KNAW), afdeling Letterkunde, Nieuwe reeks deel 39, no. 6, Noord-Hollandsche Uitgeversmaatschappij, Amsterdam, 1976, p. 203-221.
- Tussentijds. Historische Studies, Em. Querido, Amsterdam, 1977; 267 p.; ISBN 90-214-1405-8.
- Drie voordrachten aan de Harvard Universiteit, Staatsdrukkerij en uitgeverij, Den Haag, 1989; 78 p.; ISBN 90-12-06112-1. Engelse vertaling:
- The Netherlands and Nazi Germany. The Erasmus Lectures, Harvard University Press, Cambridge (Massachusetts)/London (UK), 1990; 75 p. Foreword by Simon Schama, pp. viii-xiii.
- De Bezetting. Na vijftig jaar, 3 delen, Staatsdrukkerij en uitgeverij, Den Haag, 1990; ISBN 90-12-06335-3, ISBN 90-12-06336-1 en ISBN 90-12-06337-X.
- Herinneringen, 2 delen, SDU, Den Haag, 1993-1996.